# BWF International Series 2013
Die BWF International Series 2013 war die siebente Auflage der BWF International Series im Badminton.

## Turniere und Sieger
| Veranstaltung | Herreneinzel                | Dameneinzel        | Herrendoppel                               | Damendoppel                                       | Mixed                                           |
| ------------- | --------------------------- | ------------------ | ------------------------------------------ | ------------------------------------------------- | ----------------------------------------------- |
| Estland       | Kento Momota                | Line Kjærsfeldt    | Laurent Constantin Matthieu Lo Ying Ping   | Irina Hlebko Ksenia Polikarpova                   | Anton Kaisti Jenny Nyström                      |
| Zypern        | Scott Evans                 | Linda Zechiri      | Jonathan Neil Morgan Nic Strange           | Sarah Thomas Carissa Turner                       | Oliver Gwilt Sarah Thomas                       |
| Uganda        | Dinuka Karunaratne          | Saili Rane         | Giovanni Greco Daniel Messersi             | Shama Aboobakar Grace Gabriel                     | Mahmoud Elsayad Nadine Ashraf                   |
| Portugal      | Misbun Ramdan               | Ella Diehl         | Anders Skaarup Rasmussen Kim Astrup        | Lena Grebak Maria Helsbøl                         | Jones Ralfy Jansen Keshya Nurvita Hanadia       |
| Rumänien      | Takuto Inoue                | Beatriz Corrales   | Takuto Inoue Yuki Kaneko                   | Irina Khlebko Ksenia Polikarpova                  | Choi Sol-gyu Kim Hye-rin                        |
| Kuba          | Osleni Guerrero             | Camila García      | Jan Fröhlich Zdeněk Sváta                  | Camila García Dánica Nishimura                    | Lino Muñoz Cynthia González                     |
| Kroatien      | Wisnu Haryo Putro           | Natalia Perminova  | Christopher Rusdianto Tri Kusuma Wardana   | Irina Khlebko Ksenia Polikarpova                  | Niclas Nøhr Rikke S. Hansen                     |
| Thailand      | Sitthikom Thammasin         | Rawinda Prajongjai | Wannawat Ampunsuwan Patipat Chalardchaleam | Lam Narissapat Puttita Supajirakul                | Patipat Chalardchaleam Jongkolphan Kititharakul |
| Slowenien     | Misbun Ramdan               | Mariya Ulitina     | Nikita Khakimov Vasily Kuznetsov           | Alida Chen Soraya de Visch Eijbergen              | Zvonimir Đurkinjak Staša Poznanović             |
| Griechenland  | Misbun Ramdan Mohmed Misbun | Linda Zechiri      | Nikolai Nikolajenko Nikolai Ukk            | Cemre Fere Neslihan Kılıç                         | René Mattisson Tilde Iversen                    |
| Brasilien     | Jan Fröhlich                | Maja Tvrdy         | Hugo Arthuso Alex Tjong                    | Paula Pereira Lohaynny Vicente                    | Lino Muñoz Cynthia González                     |
| Bahrain       | Sameer Verma                | Saili Rane         | K. Nandagopal Valiyaveetil Diju            | Prajakta Sawant Arathi Sara Sunil                 | Arun Vishnu Aparna Balan                        |
| Venezuela     | Osleni Guerrero             | Solángel Guzmán    | Humblers Heymard Anibal Marroquín          | Ana Lucia de Leon Nikte Sotomayor                 | Humblers Heymard Nikte Sotomayor                |
| Bulgarien     | Michał Rogalski             | Stefani Stoeva     | Martin Campbell Patrick MacHugh            | Petya Nedelcheva Dimitria Popstoikova             | Anton Kaisti Gabriela Stoeva                    |
| Singapur      | Derek Wong Zi Liang         | Rawinda Prajongjai | Chen Chung-jen Wang Chi-lin                | Shinta Mulia Sari Yao Lei                         | Vasin Nilyoke Chayanit Chaladchalam             |
| Neuseeland    | Joe Wu                      | Tracey Hallam      | Robin Middleton Ross Smith                 | Tracey Hallam Renuga Veeran                       | Ross Smith Renuga Veeran                        |
| Polen         | Lin Yu-hsien                | Cheng Chi-ya       | Chen Chung-jen Wang Chi-lin                | Lee Chia-hsin Wu Ti-jung                          | Lin Chia-hsuan Hsu Ya-ching                     |
| Mexiko        | Osleni Guerrero             | Lohaynny Vicente   | Kevin Dennerly-Minturn Oliver Leydon-Davis | Paula Pereira Lohaynny Vicente                    | Daniel Paiola Paula Pereira                     |
| Israel        | Vladimir Malkov             | Telma Santos       | Vladimir Malkov Vadim Novoselov            | Olga Golovanova Viktoriia Vorobeva                | Vladimir Malkov Viktoriia Vorobeva              |
| Nigeria       | Jinkan Ifraimu              | Fatima Azeez       | Jinkan Ifraimu Ola Fagbemi                 | Augustina Ebhomien Sunday Uchechukwu Deborah Ukeh | Ola Fagbemi Dorcas Ajoke Adesokan               |
| Ungarn        | Ernesto Velazquez           | Olga Golovanova    | Albert Saputra Viki Indra Okvana           | Olga Golovanova Viktoriia Vorobeva                | Robin Tabeling Myke Halkema                     |
| Marokko       | Vincent de Vries            | Telma Santos       | Manuel Vineeth Arjun Reddy Pochana         | Doha Hany Naja Mohamed                            | Vincent de Vries Gayle Mahulette                |
| Norwegen      | Kasper Lehikoinen           | Mia Blichfeldt     | Nikita Khakimov Vasily Kuznetsov           | Julie Finne-Ipsen Rikke S. Hansen                 | Vasily Kuznetsov Viktoriia Vorobeva             |
| Suriname      | Osleni Guerrero             | Solángel Guzmán    | Dave Khodabux Joris van Soerland           | Crystal Leefmans Priscille Tjitrodipo             | Dave Khodabux Elisa Piek                        |
| Botswana      | Jacob Maliekal              | Telma Santos       | Alen Roj Kek Jamnik                        | Elme de Villiers Sandra Halilovic                 | Abdelrahman Kashkal Hadia Hosny                 |
| Guatemala     | Rodolfo Ramírez             | Berónica Vivieca   | Jonathan Solís Rodolfo Ramírez             | Krisley Nohemi Lopez Nikte Sotomayor              | Jonathan Solís Nikte Sotomayor                  |
| Türkei        | Yuhan Tan                   | Stefani Stoeva     | Nikita Khakimov Vasily Kuznetsov           | Gabriela Stoeva Stefani Stoeva                    | Anton Kaisti Gabriela Stoeva                    |